# Nick Winter
Anthony William Winter, detto Nick (Brocklesby, 25 agosto 1894 – Nankek, 6 maggio 1955), è stato un triplista australiano.

## Palmarès
| Anno | Manifestazione | Sede      | Evento       | Risultato | Misura  | Note                              |
| ---- | -------------- | --------- | ------------ | --------- | ------- | --------------------------------- |
| 1924 | Olimpiadi      | Parigi    | Salto triplo | Oro       | 15,52 m | Record olimpico · Record mondiale |
| 1928 | Olimpiadi      | Amsterdam | Salto triplo | 12º       | 14,15 m |                                   |